# حزب من أجل الحيوانات
حزب من أجل الحيوانات (اختصار:PvdD) حزب سياسي هولندي ، تأسس في أكتوبر 2002 ، ولديه مقعدين في البرلمان الهولندي ، بدخول هذا الحزب للبرلمان الهولندي تكون هولندا أول دولة في العالم يؤسس فيها حزب يدافع عن حقوق الحيوانات .

## وصلات خارجية
الموقع الرسمي للحزب